# さちのうた
さちの うた（1995年3月3日 - ）は、日本のAV女優、グラビアアイドル。ギルフィー所属。

## 略歴・人物
神奈川県出身。趣味は読書、特技は器械体操。
2015年7月にAVデビューした小柄でショートカットのロリ系AV女優。イメージDVDには「水島ひかり（みずしま ひかり）」など別名でも出演している。
2017年に活動を休止。
2018年5月、「椎菜アリス（しいな ありす）」としてツイッターを新たに開始し、AV女優として活動を再開することを報告。所属事務所はGREEN。

## 出演作品

### アダルトDVD
2015年
- さちのうたDEBUT!（7月10日、アリスJAPAN）
- 女子校生剃毛レイプ（8月13日、マルクス兄弟）
- Pool Side さちのうた 18才（8月14日、FIRST STAR）
- ロリまん VS デカちん うた 低身長148cm 〜幼膣崩壊寸前の渾身ハードFUCK〜（8月14日、FIRST STAR）
- ド田舎の川辺で見つけた日焼けロリィーちゃん さちのうた18才（8月19日、キチックス）
- さきっちょ集中!亀頭フェラ部員 ねろりねろりと先端を包み込み、ちろりちろりと尿道を這う。そう、私たちは常に先っぽ狙い。（8月21日、SEX Agent）他出演:涼川絢音、なつめ愛莉、絢森いちか、なごみ、穂高ゆうき、荻野舞、本多由奈
- 顔出し!女子大生限定 マジックミラー号 徹底調査! 友達同士2人っきりで初めての混浴温泉♥ 人生初の真正中出し編! リアル素人大学生が日本一エロ〜い車MM号の中で究極の過激ミッションに挑戦! in池袋（9月1日、ディープス）※「なお」名義　他出演:みずほ、あや、ちよ、ともみ、まい　※※AV OPEN 2015 素人部門 第1位
- 脱ぎたてパンティにくるんでもらう、ぬくもり手コキ 2 もっともマ○コに近かった存在がチ○コを優しく包み込む（9月18日、SEX Agent）他出演:青山未来、水沢みゆ、葉山美空、なつめ愛莉、華原恵里奈、宇野ゆかり、翼みさき
- イラマチオじゃない腰振りフェラチオ 05 〜超吸引と厚みのある舌がうねうねと這い回る口内はマ○コを越えた絶品名器〜（9月18日、SEX Agent）他出演:涼川絢音、穂高ゆうき、青山未来、本多由奈、如月めい、華原恵里奈、安堂怜
- 制服肉壷少女 うた（9月25日、ラマ）
- 六畳間で狂わされています（9月25日、バルタン）
- 週末限定 レイヤー本物中出しAVデビュー（9月25日、本中）
- 大学生限定! リアルに男女の友情は成立するか? in素人エロライブチャット! 最大視聴人数×1万円のバイト感覚で大炎上チャットにあおられHな流れに… 肉体関係のなかった異性の友達同士はお互いの発情を意識したとたん勃起したチ○ポをぐちょ濡れマ○コに挿入シテしまうのか?（9月25日、SCOOP）他出演:葉山美空、双葉ゆきな ほか
- 「擦り付けるだけでいいからお願い…」とデカチン逆夜這い素股! 妹が友達を連れて来てお泊り会。しかし妹の友達が泊まりに来ていることを知らないボクは、いつもの様に風呂あがりに裸で出てしまいチ○ポを目撃されてしまうことに…。気まずさを感じながらもその場をやり過ごしたのですが、深夜、ふと気づくとまさかの逆夜這い素股されてる!?慌てて目を覚ましたボクを見て「擦り付けるだけでもいいから」と素股を続行!でも素股だけで終わることはなく…。（10月8日、Hunter）他出演:涼川絢音、彩城ゆりな、小宮山ゆき、あいか莉乃、南梨央奈
- 脱● 未成年風俗で働くパイパン炉利ソープっ娘（10月13日、マルクス兄弟）
- 美少女即ハメ白書 41（10月20日、ソクハメラボ）他出演:葉山友香、川口はるか、水谷ちひろ
- うちの妻・R花(23)を寝取ってください 結婚三年目 医療事務 子供なし 51（10月23日、ゴーゴーズ）※「R花」名義
- 再婚相手の連れ子 うたちゃん（10月25日、思春期.com）
- パイパンロリ美少女のエッチな日常（11月1日、S-Cute）他出演:瀬奈まお、早川瑞希、木崎実花、花音しおり
- 巷で噂の思春期パイパン中出しソープ（11月8日、思春期.com）共演:瀬奈まお
- 美しい女のたまらなく臭くて美味しい匂い 4（11月10日、インプレッション）他出演:中島京子
- 少人数制進学塾少女わいせつ投稿映像（11月13日、I.B.WORKS）他出演:逢月はるな、星名愛美 ほか
- 売られてきたパイパン少女（11月13日、あやゆび姫）
- 見られたいけどバレたくないのHで可愛い女子校生 ぐちょぐちょオマ○コ濡れまくり プチ露出オナニー（11月15日、プリモ）他出演:葉山美空、小川みちる、夢咲りぼん、陽木かれん ほか
- 親しい近所の子にイタズラ素股SEX 思わず気持ち良さでイキ跳びした日焼け娘（11月15日、ロータス）他出演:松浦ゆきな、神山実
- ロリ水着&パンツ履いたつるペタ少女をねぶり尽くす（11月19日、ラマコス）
- 連れ子のうたちゃん（11月19日、禁断の果実）
- 超・女体観察 禁断の女体図鑑! 自然界最高峰とも云える生々しい人体アート14名（11月20日、SEX Agent）他出演:涼川絢音、なつめ愛莉、青山未来、なごみ、華原恵里奈、杏堂怜、本多由奈、望月ゆな、如月めい、荻野舞、白石悠、穂高ゆうき、朝比奈麻里
- ねぇパパ、フェラってなあに?（11月22日、思春期.com）他出演:丸山れおな、ひなたりこ、永山みずほ、佐々木美南、藤にいな、田中ユカリ
- 女監督が禁断の思春期時代の実体験をAVとして再現 全寮制女子校でのレズ行為を通して性に目覚めたあの頃（11月26日、アマチュアインディーズ）共演:青柳ひなた
- 秘密の裏風俗（12月3日、グローリークエスト）他出演:辻井ゆう、峰崎まえ
- ツルマン制服少女のおマ○コ遊び 第3集（12月4日、我欲）他4名出演
- ポロリ確定!マンチラ確率100％!素人娘限定! 極小マイクロビキニでツイ○ターゲーム! ※負けたらエッチな罰ゲーム付き!（12月7日、ゴールデンタイム）他出演:南梨央奈、聖菜アリサ、彩城ゆりな、小宮山ゆき、あいか莉乃
- イケメンの友達に誘われて憧れの宅飲み!のはずが全く輪に入れず"ボッチ"の僕…が、勇気を出して『童貞なんだ』と告白したら今までボクに興味を示さなかった女子たちが『フェラまでならいいよ』と言ってボクのチ○ポをしゃぶってきた!当然それだけでは収まらない女子は…（12月7日、お夜食カンパニー）他出演:あやね遥菜 ほか
- 壁!机!椅子!から飛び出る生チ○ポが昔懐かしい実家 「お正月だよ!しゃぶりながら」 …さらにハメながら!! “8年ぶりの帰郷、久々に触れた家族の優しさに心を打たれる”編（12月10日、SODクリエイト）共演:近藤郁美、大槻ひびき、春日野結衣、秋山彩、小西みか、しほのちさ、柚月このみ
- 初●前の小さな姪っ子にお風呂で中出しする叔父の投稿映像（12月11日、I.B.WORKS）他2名出演
- 日焼け跡の残る少女を拉致して中出し野外レイプ（12月11日、I.B.WORKS）他1名出演
- ド素人ライブTV ハメ撮りパイパンJK有料動画（12月18日、クリスタル映像）他出演:瀬奈まお ほか
- 大人気同人作家 青水庵&まろん☆まろん原作 忠実実写化!! ヤれる子!電車エッチ♥（12月24日、SODクリエイト）他出演:紺野まこ、久我かのん、葉山友香、西条沙羅
- 学校教員校内少女わいせつ投稿記録（12月25日、I.B.WORKS）他出演:土屋あさみ、南梨央奈 ほか

2016年
- ブルマを溶かす程のエロ汁体質な体操服女子（1月1日、サルトル映像出版）他出演:栗原葵、植田陽菜、葉里さやか
- THE LESBIAN WORLD レズビアンがあたりまえの世界 2 〜地球上には女しかいないから 女同士で愛しあい、求めあう学園レズビアン天国〜（1月7日、ビビアン）共演:篠田ゆう、片山雫、絢森いちか、酒井紗也、美星るか、涼川絢音、青柳ひなた、荻野舞
- お母さんが戻るまでおじさんと遊ぼう（1月8日、宇宙企画）
- 『姉弟の家庭内近親相姦映像を100万円で買い取ります』 ノーブラ姉の無防備胸チラを毎日オカズにしている童貞弟…… 両親の留守中2人っきりの自宅でついにおっぱいに手を伸ばす!乳首を揉みしだかれた敏感な姉に筆おろしを頼み込んだら優しく受け挿れてくれるのか!?（1月8日、ディープス）他出演:逢月はるな、長谷川夏樹、裕木まゆ
- ロリ唾フェチバイト&休憩中の痴女唾M男責め（1月10日、インプレッション）他出演:中島京子
- イっクよぉ〜! 観てるぅ〜!? ONA21 スタジオLIVEオナニー 「みんなとイキたい」 〜オー・エヌ・エー・トゥエンティワン その時きっとひとつになれた〜（1月22日、SEX Agent）他出演:涼川絢音、青山未来、紺野ひかる、波多野結衣、麻里梨夏、夏希みなみ、絢森いちか、瀬奈まお、香山美桜、星野千紗、那月めい、朝比奈麻里、望月ゆな、若菜かなえ、青柳ひなた、今宮なな、本多由奈、杏堂怜、如月めい、荻野舞
- 新パックリまんこアップ 3（1月22日、DOup）他出演:葉山美空、夏海花凛、大島ゆず奈、丘野さくら、双葉ゆきな、江上しほ、青柳ひなた、七瀬ひとみ、笹本梓
- 男女の性欲が逆転 僕の周りの女たちはいつもムラムラしっぱなしで性欲に飢えたドスケベばかり!の世の中。常に生ハメしたくて僕のチ○ポを狙ってくる!!（2月6日、ディープス）他出演:みおり舞、森はるら、園田花凛、あおいれな、菊池ひなの ほか
- 女性専用ネットカフェ盗撮 敏感イキまくりオナニー（2月15日、プリモ）他9名出演
- うちの妻・R花(23)を寝取ってください 結婚三年目 医療事務員 子供なし 特別篇（2月26日、ゴーゴーズ）※「R花」名義
- 女子校生監禁凌辱 鬼畜輪姦 118（3月7日、アタッカーズ）
- 競泳水着のまばゆい脇の下（4月1日、フェチLabo）他出演:高瀬杏、葉里さやか、青柳ひなた、新名未来、武須美瑠
- 着エロ撮影が一転 中出し処女デビュー（4月7日、親父の個撮）
- エロ可愛いJKがおま○こ・アナルをいっぱい見せちゃう♥ 指だけで何度もイキまくる自画撮りオナニー（4月15日、プリモ）他出演:宮崎あや、絢森いちか、なごみ、雪谷ちなみ、七瀬みなみ、小川つぐみ、菜々瀬美里、岡本希、星名愛美、広瀬うみ、石田結衣
- INVIDAYS ミニスカJKの放課後痴女サークル（4月25日、デジタルアーク）共演:瀬奈まお、NOA、新名未来、可愛まゆ
- 148cm以下の低身長○学生淫行ビデオ記録（5月1日、帝都裏映像）他出演:初芽里奈 ほか
- GROOVIN' 超ミニスカ女子校生 パンチラDISCO 4（5月25日、デジタルアーク）共演:瀬奈まお、NOA、新名未来、可愛まゆ
- 149cmの快感 小柄なロリ美少女の背伸びエッチ（6月1日、S-Cute）他出演:葉山めい、天衣萌香、菊池ひなの
- 一般男女モニタリングAV 女子大生と2人の男友達が人生初の3Pに挑戦! エッチなミッションで興奮した2本の勃起チ○ポに囲まれて友達同士のセックスを意識してしまった女友達は恥じらいながらもオマ○コがキュンと疼きだす! 密室で後戻りできない状況に仲良し3人組は男女の友情の壁を越え複数プレイしてしまうのか!?（6月23日、ディープス）他出演:今井すみか、紺野まこ ほか
- 制服少女 失禁鬼畜レイプ（6月26日、グランド・テン）他出演:浅倉あすか、早乙女ゆい
- 無毛地帯 〜つるまん女子とのセックスコレクション!ここはパイパンパラダイス!〜（7月15日、SEX Agent）他出演:藤本紫媛、有本紗世、星野ひびき、瀬奈まお、新堂れな、青柳ひなた、来栖みさ、小西みか、丸山れおな、陽木かれん、楓ゆうか
- 絶望エロス カメラの前で裸になる少女達（9月13日、絶望エロス）※「さちの」名義　他出演:はるな
- 一般男女モニタリングAV 温泉旅行中の女子大生4人が初対面の男子学生グループへ中出し1発10万円の逆夜這いに挑戦! 2 声を出せない初めての夜這いミッションに興奮したオマ○コは突然のラッキースケベ到来で勃起したチ○ポを離さない! 1発だけじゃ終わらせない連続射精セックス 4組合計中出し13発! in箱根温泉（9月22日、ディープス）共演:宮崎あや、三原ほのか、かなで自由
- イカせ専門レズエステ 巨乳娘を騙してレズれ!!（9月23日、クリスタル映像）他出演:神納花、綾波まこ、今井ゆあ
- 一般男女モニタリングAV 思春期の女子校生特集 家族旅行中の素人父娘(おやこ)が2人っきりの温泉で人生初の素股体験! 想像以上に発育していた愛する娘の身体にお父さんち○ぽは思わずフル勃起!ウブなJKま○こに反り勃った親父のギンギンち○ぽを擦り合わせたらヌルッと挿入して禁断の近親相姦してしまうのか!? in 箱根温泉（10月7日、ディープス）他出演:宮崎あや、尾崎ののか、栄川乃亜
- 妄想アイテム究極進化シリーズ THEボディジャックLEGACY 〜引きこもり歴10年ニートの魂が幽体離脱!女のカラダに憑依してエロエロ大暴走!!〜（12月8日、ROCKET）共演:あおいれな、尾上若葉、成宮いろは、小早川怜子
- 夏休み水泳教室スク水日焼け少女わいせつ映像（12月23日、I.B.WORKS）共演:土屋あさみ、西口あられ、尾崎ののか、松浦ゆきな、初芽里奈 ほか

2017年
- ゲスの極み映像 習字塾2人目（3月31日、フルセイル）
- おちびさん達のおませなフェラチオ 〜子どもじゃないんだから、これくらい平気だよ〜（4月28日、SEX Agent）他出演:	さとう愛理、葉山めい、渚うるみ、河音くるみ、佳苗るか、千鳥ミリヤ、青島かえで
- 新宿で声を掛けた可愛いお嬢さん2人組に「新作水着のモデルになって下さい」と声をかけ、撮影でテンションを上げてヌルヌル泡泡ソープ体験（5月3日、アイエナジー）共演:春川なのは　他出演:悠月アイシャ、横山凛、石原ルリカ、一ノ瀬夏摘
- アキバで声をかけた地下アイドルとカメラ小僧が2人っきりでAV鑑賞（5月18日、アイエナジー）他出演:悠月アイシャ、一ノ瀬夏摘、春川なのは、横山凛
- 孕ませ美少女8人4時間 オヤジの生チ○ポで種付け撮り8連発!（12月22日、S級素人）他出演:麻里梨夏、湊莉久、枢木あおい、広瀬うみ、紗也いつか、椎名りりこ、青葉みうき

2018年
- インターネットの闇 04（4月15日、インターネットの闇）他出演:6名
- 淫語かたりかけ自画撮りぐちゅぐちゅ連続絶頂指オナニー4（6月21日、アイエナジー）他出演:横山凛、瀬戸すみれ、悠月アイシャ、三原ほのか、前田可奈子、堂島れい ほか
- 日焼け姪っ子とおじさんの夏休み（8月24日、I.B.WORKS）他出演:神坂ひなの ほか
- 睨ま淫語かたりかけ自画撮りぐちゅぐちゅ連続絶頂指オナニー4れ強制フェラ（9月7日、OFFICE K'S）他出演:夢乃美咲、蓮実クレア、涼海みさ、あおいれな、七瀬こころ
- 鏡の中の愛おしい自分とラブリーレズキッス♥（9月21日、OFFICE K'S）他出演:白井ゆずか、七瀬こころ、涼海みさ、前園ゆり、夢乃美咲
- 絶対にパンツを脱がさないチ●ポ責め（9月21日、OFFICE K'S）他出演:桐山結羽、夢乃美咲、あおいれな、涼海みさ
- 公衆トイレで羞恥オナニーさせられる素人娘（9月21日、OFFICE K'S）他出演:白井ゆずか、七瀬こころ、涼海みさ、夢乃美咲、前園ゆり、蓮実クレア、あおいれな
- 乳首いじりが日常生活に溶け込んだ世界でいじられていることには気付かないまま乳首を固く勃起させ乳首イキすらしてしまう恥ずかしい女子●生の日常的敏感乳首生活（9月21日、OFFICE K'S）他出演:あおいれな、白井ゆずか、七瀬こころ、夢乃美咲

### イメージDVD
- century（2015年9月15日、TWCC）※「水島ひかり」名義
- 神聖Deep（2015年9月30日、INTEC Inc）※「川神さち」名義
- Pleasure（2015年11月15日、TWCC）※「水島ひかり」名義
- ヒメゴト（2015年11月28日、INTEC Inc）
- 性少女（2016年2月26日、スパイスビジュアル）※「琥珀さち」名義
- せんずりサポート パイパン美少女（2016年2月27日、オルスタックソフト販売）
- パイパン18歳コスプレJK（2016年3月30日、オルスタックソフト販売）※「りこ」名義
- ロリルレロ!（2016年7月29日、スパイスビジュアル）※「宇多田さち」名義
- 純粋無垢なキミ イケナイ放課後（2016年10月28日、INTEC Inc）
- せんずりサポート パイパン美少女（2018年2月27日、オルスタックソフト販売）
- ちゅうぼう 14（2018年9月26日、スパークビジョン）※「椎菜アリス」名義